# Eberhard von Hildrizhausen
Eberhard von Hildrizhausen (mort le 6 janvier 1112 à Quedlinbourg) est évêque d'Eichstätt de 1100 à sa mort.

## Biographie
Eberhard est issu de la famille de noblesse souabe des Hildrizhausen. Le village éponyme est Hildrizhausen, aujourd'hui une commune de l'arrondissement de Böblingen dans le Bade-Wurtemberg.
Selon Alfred Wendehorst, son père Heinrich (mort en 1078), fils d'Otton II de Souabe. Sa mère est Beatrix, la fille d'Otton III de Schweinfurt. Il avait un frère Othon, qui, après sa cécité, devient moine à l'abbaye de Hirsau, qui reçoit des dons d'Eberhard en tant qu'évêque. Un deuxième frère est Conrad, initialement destiné à la spiritualité, mais qui ensuite réclame son héritage, mais tombe au combat dans le camp de Henri IV.
Eberhard von Hildrizhausen vit la transition de Henri IV à Henri V. Il lègue les biens de sa famille autour de Schweinfurt en tant que dernier membre de sa lignée au diocèse d'Eichstätt. Il se retrouve plusieurs fois avec Henri V et meurt à Quedlinbourg lorsque Henri V quitte Goslar pour Mersebourg.